# Torećk
Torećk (ukr. Торецьк, w latach 1938–2016 Dzerżynśk, ukr. Дзержинськ; wcześniej do 1938 Szczerbyniwka, ukr. Щербинівка) – miasto na Ukrainie w obwodzie donieckim. Wydobycie węgla kamiennego, zakłady koksochemiczne, przemysł spożywczy.

## Nazwa
Rada miejska wystąpiła do Rady Najwyższej o zmianę nazwy na Torećk od nazwy rzeki Krywyj Toreć, Rada Najwyższa zatwierdziła decyzję 4 lutego 2016 roku. Zmiana nazwy weszła w życie 18 lutego 2016.

## Historia
Wieś została założona w 1810 roku w Imperium Rosyjskim.
We wrześniu 1936 r. zaczęto drukować gazetę.
W październiku 1938 r. osada typu miejskiego Szczerbyniwka stała miastem Dzerżynśk (na cześć Feliksa Dzierżyńskiego).
Podczas okupacji niemieckiej w czasie II wojny światowej w mieście zlokalizowany był podobóz niemieckiego obozu jenieckiego Stalag 378.
W 1970 roku w mieście znajdowało się sześć kopalni węgla, koksownia, szkoła górnicza, szkoła medyczna oraz szkoła muzyczna.
Od 15 kwietnia do 21 lipca 2014 roku znajdowało się pod kontrolą Donieckiej Republiki Ludowej. Następnie miasto powróciło pod władzę  Ukrainy. Na przełomie 2024/2025 roku Torećk był miejscem ciężkich walk podczas wojny rosyjsko-ukraińskiej; do lutego 2025 roku większość miasta została zdobyta przez Rosję.

## Demografia
- 1970 – 47 000[6]
- 1989 – 50 538[8][11]
- 2013 – 35 296[12]
- 2019 – 32 373[13]
- 2021 – 31 513[14]